# Condado de Esmeralda
El condado de Esmeralda es un condado en el oeste del Estado estadounidense de Nevada. Su sede del condado es Goldfield. En 2006, la población era de 1,262, lo cual lo hace el condado con menos población del estado. En el censo del 2000, la población era oficialmente de 971 personas. La densidad de población era de 0.1045 habitantes/km² (0.2706/sq mi). El condado era el segundo condado con menos población (el primero era el Condado de Loving, Texas) de Estados Unidos, excluyendo los boroughs de Alaska. Su Distrito Escolar no tiene escuelas de educación secundaria.

## Historia
El Condado de Esmeralda es uno de los condados originales de Nevada, creado en 1861. El nombre viene del mineral Esmeralda. Un minero de Nevada, J. M. Corey, nombró el Distrito Minero de Esmeralda. Se cree que Corey nombró el distrito por la bailarina gitana, Esmeralda, de la novela de Victor Hugo, Nuestra Señora de París. El condado ha tenido tres sedes: Aurora hasta 1883, Hawthorne de 1883 a 1907 y finalmente, Goldfield.
Esmeralda creció gracias a un auge de la minería del oro al principio del siglo XX. Las minas fueron tapadas al final de la década de 1910 y la economía y la población disminuyeron.

## Geografía
Según el Censo de Estados Unidos, el condado tiene una área total de 9,295 kilómetros cuadrados (3,589  sq mi), de los que, 9,294 kilómetros cuadrados (3,588 sq mi) es tierra y un kilómetro cuadrado (0 sq mi) (0.01%) es agua. Una parte muy pequeña del Parque nacional del Valle de la Muerte se encuentra en el sureste del condado.
Dominan el condado las cordilleras de Silver Peak and Monte Cristo. Otras montañas incluyen:
- Boundary Peak, 4.007 m (13,147 pies), el punto más alto en Nevada
- Piper Peak, 2.880 m (9450 pies)
- Magruder Mountain, 2.756 m (9044 pies)
- Montezuma Peak, 2.552 m (8373 pies)
- Emigrant Peak, 2.069 m (6790 pies)

### Carreteras principales
- U.S. Route 95
- U.S. Route 6
- Ruta Estatal de Nevada 264
- Ruta Estatal de Nevada 266
- Ruta Estatal de Nevada 773

### Condados fronterizos
- Condado de Mineral - noroeste
- Condado de Nye - este
- Condado de Inyo, California - sur
- Condado de Mono, California - oeste

### Áreas protegidasnacionales
- Parque nacional del Valle de la Muerte (parte)
- Bosque Nacional Inyo (parte)

## Ley y gobierno

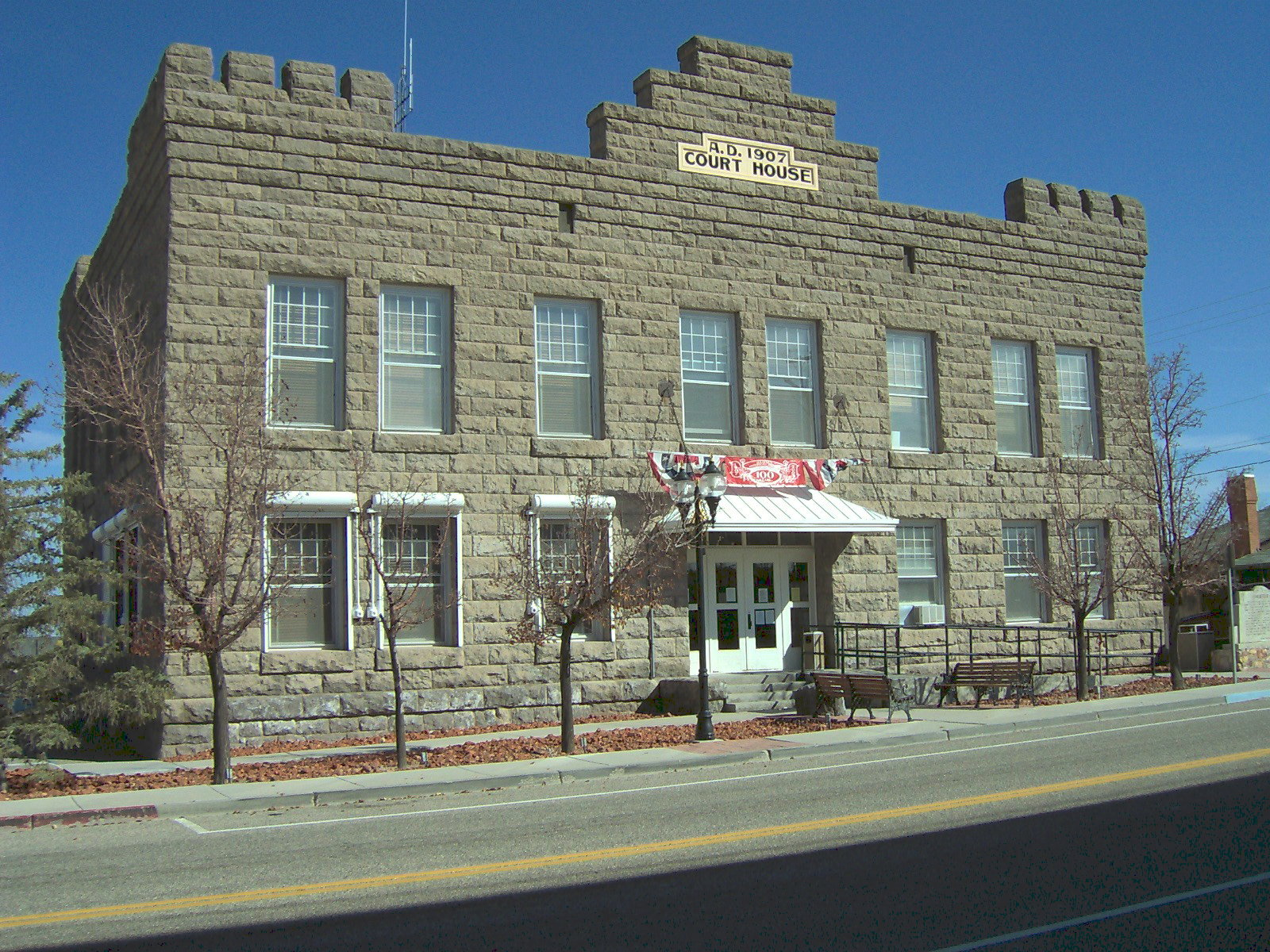
Juzgado del Condado de Esmeralda

La sede del condado de Esmeralda ha sido Goldfield desde el 1 de mayo de 1907. El juzgado se inauguró el 1 de mayo de 1908  y se ha usado desde entonces. Actualmente, las oficinas del perito judicial, auditor, fiscal del distrito, sheriff, juez de paz, tesorero,corte del distrito y comisionador se encuentran en el edificio.

## Educación
El Distrito Escolar del Condado de Esmeralda tiene tres escuelas elementales que sirven para unos 90 estudiantes. 

## Demografía
Según el censo de 2000, el condado cuenta con 971 habitantes, 455 hogares y 259 familias residentes. La densidad de población es de 0.0 hab/km² (0.0 hab/mi²). Hay 833 unidades habitacionales con una densidad promedio de 0.0 u.a./km² (0.0 u.a./mi²). La composición racial de la población es 81,98% Blanca, 0,10% Afroamericana o Negra, 5,15% Nativa americana, 0,34% Asiática, 0,21% Isleños del Pacífico, 7,62% de Otros orígenes y 4,94% de dos o más razas. El 10,20% de la población es de origen Hispano o Latino cualquiera sea su raza de origen.
De los 455 hogares, en el 21.10% de ellos viven menores de edad, 46,40% están formados por parejas casadas que viven juntas, 6,40% son llevados por una mujer sin esposo presente y 42,90% no son familias. El 36,00% de todos los hogares están formados por una sola persona y 13,20% de ellos incluyen a una persona de más de 65 años. El promedio de habitantes por hogar es de 2,12 y el tamaño promedio de las familias es de 2,79 personas.
El 20,50% de la población del condado tiene menos de 18 años, el 6,00% tiene entre 18 y 24 años, el 23,40% tiene entre 25 y 44 años, el 33,00% tiene entre 45 y 64 años y el 17,20% tiene más de 65 años de edad. La edad mediana es de 45 años. Por cada 100 mujeres hay 123,70 hombres y por cada 100 mujeres de más de 18 años hay 118,70 hombres.
La renta media de un hogar es de $33,203, y la renta media de una familia es de $40,917. Los hombres ganan en promedio $39,327 contra $25,469 para las mujeres. La renta per cápita es de $18,971. 15,30% de la población y 7,50% de las familias tienen entradas por debajo del nivel de pobreza. De la población total bajo el nivel de pobreza, el 9,70% son menores de 18 y el 11,40% son mayores de 65 años.

## Ciudades y Pueblos
- Goldfield
- Dyer
- Lida
- Hardluck
- Gold Point
- Silver Peak